# Dias Tavares
Dias Tavares é um antigo distrito da cidade de Juiz de Fora, Minas Gerais.
Está situado as margens da ferrovia MRS Logística e teve sua estação ferroviária inaugurada em 1894. O acesso é feito a partir do km 771 da BR-040. A antiga Estrada Real passava pela região.
O nome da localidade é uma homenagem ao Major José Dias Tavares, grande proprietário rural que mantinha propriedades na região.
Localiza-se no bairro o  siderurgica arcelor mittal e porto seco de Juiz de Fora.